# (15481) 1999 CK19
A (15481) 1999 CK19 a Naprendszer kisbolygóövében található aszteroida. A LINEAR projekt keretében fedezték fel 1999. február 10-én.